# مالوتیتسه
مالوتیتسه (به چکی: Malotice) یک منطقهٔ مسکونی در جمهوری چک است که در ناحیه کولین واقع شده‌است.